# Hot cold & custard
Hot cold & custard is het laatste studioalbum van Peter & Gordon. Het album kwam als mosterd na de maaltijd. De twee naamgevers Peter Asher en Gordon Waller waren al uit elkaar, toen het album verscheen. Het album viel nauwelijks op toen het verscheen. De popmuziek nam een wending naar meer psychedelische rock en progressieve rock en de singles van P&G scoorden nauwelijks meer in het Verenigd Koninkrijk. Het album werd gezien als een soort nakomertje, het past eigenlijk niet bij hun eigenlijke repertoire. Op het album zijn flarden van muziek te horen waarmee bijvoorbeeld Pink Floyd en de Moody Blues (ten tijde van On the Threshold of a Dream) mee zouden scoren. Door dat er ten tijde van de uitgifte weinig tot geen belangstelling voor was, werd het later een soort cultalbum. Het kreeg een legendarische status tot op het moment van heruitgave. Toen werd het gezien als curiosa in het poptijdbeeld.   

## Muziek
| Nr. | Titel                                                    | Duur |
| --- | -------------------------------------------------------- | ---- |
| 1.  | I feel like going out (Asher)                            | 2:43 |
| 2.  | Freedom is a breakfast foor (Asher/Cummings)             | 2:17 |
| 3.  | Never ever (Waller)                                      | 3:08 |
| 4.  | The magic story of the park keeper and his fairy (Asher) | 2:18 |
| 5.  | Sipping my wine (Waller)                                 | 3:10 |
| 6.  | Greener days (Davis Gates)                               | 2:42 |
| 7.  | You’ve had better times (Waller)                         | 3:04 |
| 8.  | The quest for the holy grail (Asher)                     | 2:38 |
| 9.  | She needs love (Russ Ballard)                            | 2:28 |
| 10. | Uncle Harrington (Asher)                                 | 2:18 |
| 11. | ‘Cos you’re a star (Waller)                              | 2:21 |

Naast het eigen werk twee eigenaardige covers. She needs love is geschreven door Russ Ballard en werd destijds gezongen door Wayne Fontana & The Mindbenders.  Ballard zou al snel lid worden van Argent. Greener days is een nummer geschreven door Davis Gates, toen leider van Bread, vertegenwoordigers van de softrock. 
I felt like going out/The quest for the holy grail en You’ve had better times/Sipping my wine verschenen op single, maar verkochten matig.